# Samma

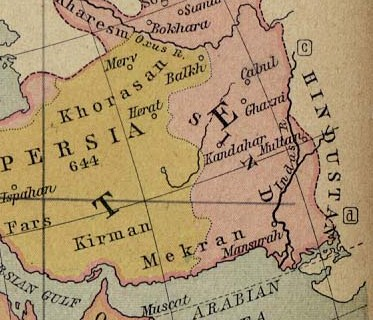
Samma Map

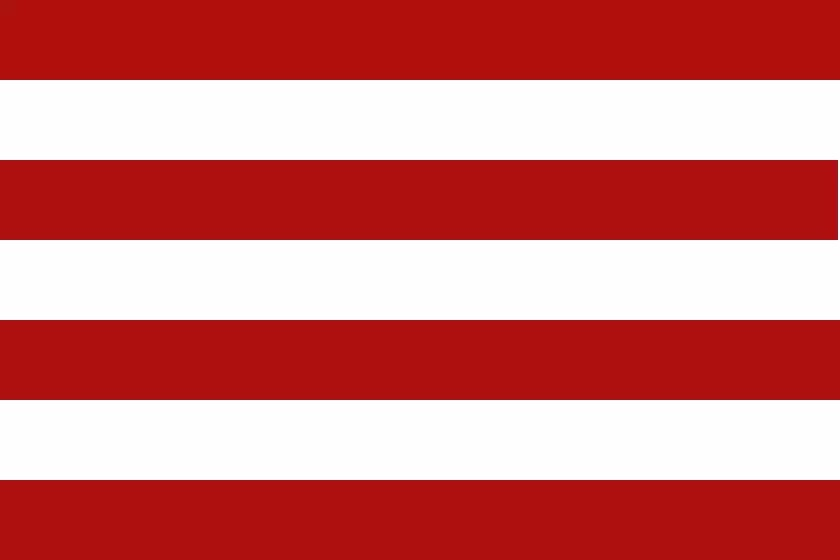
Sammes flag

La dinastia Samma (o dels Sammes) foren una tribu rajput que va governar el Sind del 1338 al 1521 amb capital a Thatta. Van substituir a la dinastia Sumra (o dels Sumres) i foren enderrocats per Husayn Shah Arghun, que s'havia establert al país procedent de Kandahar.
Els sammes ja eren una tribu al segle VIII; aleshores eren budistes i la tribu estava aliada als lakhos i als suhtes, ocupant el territori de Lohana que correspon a Sanghar al modern districte d'Hyderabad (Pakistan) arribant fins a la costa. Al segle xi els seus rivals eren els sumres (o sumeres) que aviat van esdevenir la tribu dominant al Sind imposant-se als sammes durant tres segles. Al segle xiv en van unir a la revolta contra els tughlúquides i en circumstàncies poc conegudes van assolir la posició dominant al Sind. Els sumres van intentar conservar el poder i vers 1351 van demanar ajut als oficial del sultà de Gujarat a Multan i al Sind Inferior, que estaven interessats a mantenir a Hamid Doda, el darrer cap sumra, enfront dels ascendents samma.
Els caps sammes portaven el títol de jam. El primer cap samma conegut fou el jam Firuz Unar que vers el 1340 dominava a Thatta. Ibn Battuta esmenta un Wunar al-Samiri, un funcionari del Siwistan dependent del sultà de Delhi que es va revoltar i es va proclamar sobirà amb el nom de Malik Firuz, però no se sap si és el mateix personatge. La cronologia dels jams sammes és incerta. Sota el sulta Firuz Xah Tughluq (1351-1388) va començar la guerra contra el jam Juna, que va seguir després contra el jam Banhbina (Banhatiya) amb ubn ataca a Thatta que va durar del 1365 al 1367, que va acabar amb la submissió del jam al sultà del que va esdevenir vassall. El sultà va concedir el govern dels sammes a Tamači (fill de Banhbina), però com que va mostrar poca fidelitat, el va substituir pel seu germà Ala al-Din o Salah al-Din Salah al-Din. Després de la mort de Firuz el 1388, el sultanat de Delhi va entrar en descomposició i els sammes van esdevenir independents.
El govern hereditari dels jams sammes fou una època de prosperitat i generalment pacífic. Nizam al-Din (II) Nanda o Ninda (vers 1460/1461-1492/1508) fou el principal sobirà i la seva tomba és un important monument a Makli, prop de Thatta, la metropoli del Sind medieval. El regnat dels sammes es va acabar amb l'arribada dels arghuns expulsats de Kandahar per Baber. El 1520 Firuz Ninda fou derrotat decisivament per Shah Beg Arghun i després d'uns mesos de confusió els arghun es van imposar.
Una branca dels sammes (els sammes jadejes) va governar al Kathiawar del segle xii al XV; foren hinduistes i a diferència dels seus parents del Sind, mai van adoptar l'islam.

## Llista de sobirans (Jams)
- Unar 1336-1340
- Juna 1340-1353
- Banhatiya 1353-1376
- Timaji 1376-1379
- Salah al-Din I 1379-1391
- Nizam al-Din 1391-1393
- Ali Sher 1393-1408
- Fath Khan 1408-1422
- Tughluk 1423-1449
- Mubarak 1449
- Sikandar 1449-1452
- Sandjar 1452-1460
- Nizam al-Din Nanda 1460-1492
- Firuz 1492-1521
- Salah al-Din II 1520-1521 (rebel)
- A Husayn Shah Arghun (dinastia Arghun de Sind-Bhakkar 1521-1555)
- Dinastia Arghun Tarkhan de Sind-Thatta 1555-1591
- Kokaltash de Sind-Bhakkar des de 1555